# Harp (bière)
Pour les articles homonymes, voir Harp.

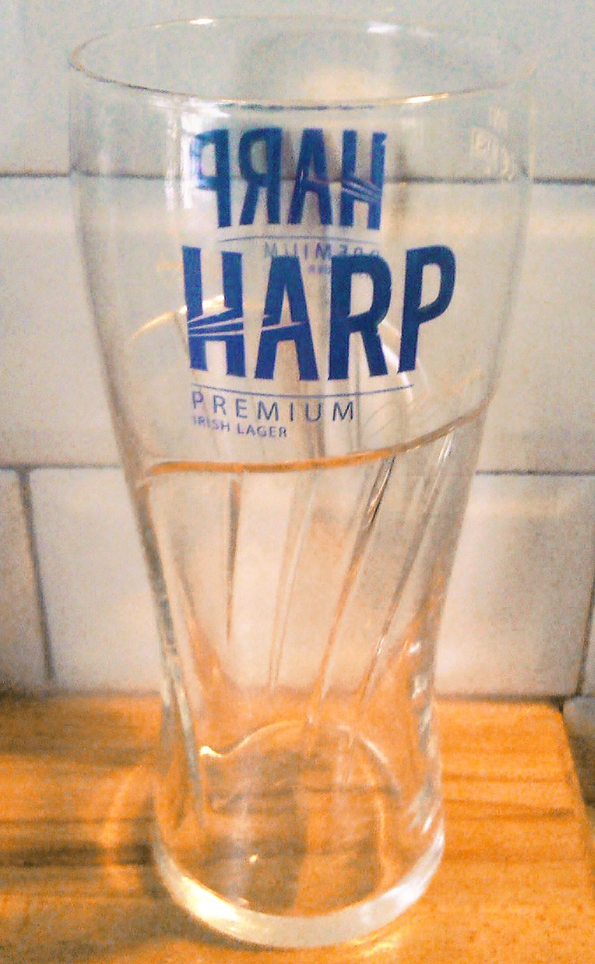
Verre de la bière Harp.

Affichage publicitaire éclairé au coin de Posnett Street et de Botanic Avenue (à gauche) à Belfast. La Harp Lager est considérée par beaucoup comme la «boisson nationale» de l'Irlande du Nord.

La Harp est une bière irlandaise produite par Diageo. C'est une marque de bière pale lager majeure en Ulster, mais une marque mineure dans le reste de l'Irlande.
La Harp (ou Harp Lager), contrairement à la plupart des bières irlandaises, est une bière blonde de type pils. C'est une lager, c'est-à-dire une bière de fermentation basse (le mot lager vient du verbe allemand "zu lagern" qui veut dire stocker). Les bières lager sont les plus consommées dans le monde. 
La Harp a été créée en 1960 par Guinness PLC dans sa "Great Northern Brewery" à Dundalk. Elle est également brassée localement au Canada et en Grande-Bretagne.
Le goût particulier et rafraîchissant de la bière Harp a été, à de nombreuses reprises, reconnu par l’institut international de la qualité Monde Selection qui, durant des années, a octroyé à la marque six labels de qualité Or.

## Histoire
La Harp Lager a été produite pour la première fois en 1960 sous la forme d'une bière en bouteille par la société Guinness (maintenant Diageo), en réponse à la tendance chez les buveurs en Grande-Bretagne et en Irlande à consommer la bière blonde Continental. Guinness a transformé sa brasserie de Dundalk (Great Northern Brewery) en une usine moderne de production de bière blonde sous la direction du Dr. Herman Muender, un brasseur allemand distingué. Plusieurs noms ont été retenus pour la marque, dont Atlas, Cresta et Dolphin, avant que Harp ne soit choisi. La bière est commercialisée avec la harpe de Brian Boru comme emblème.
En 1961, un consortium de brasseurs, Courage, Barclay & Simonds, Scottish & Newcastle, Bass, Mitchells & Butlers et Guinness, se sont regroupés sous le nom de Harp Lager Ltd pour brasser et commercialiser la bière,. La Courage Alton Brewery, où la Courage Director's avait été brassée, a été reconstruite pour produire la Harp Lager en Grande-Bretagne.
En 1964, la production de la Harp Lager a été mise sur le marché à l'essais dans la catégorie des blondes. Les membres du consortium Harp ont changé au fil des années, comme par exemple Courage et Scottish & Newcastle qui a quitté le groupe en 1979, tout en restant malgré tout franchisés. Actuellement disponible dans sa version préliminaire, en bouteilles de 330ml et 500ml, son principal marché est l'Ulster, notamment l'Irlande du Nord et le Comté de Donegal en république d'Irlande. 
En 2005, le consortium Harp a été refondu et Diageo Ireland a séparé la marque Guinness.
Le 9 mai 2008, Diageo Ireland a annoncé la fermeture de la brasserie de Dundalk et de la brasserie Kilkenny pour une période de cinq ans. La dernière Harp a été brassée à la Great Northern Brewery de Dundalk en octobre 2013. La production a ensuite été transférée à la seule brasserie irlandaise de Diageo, St James's Gate Brewery à St. James's Gate à Dublin.
Aujourd'hui, Harp est brassée dans la brasserie de Dublin pour l'Irlande et Hydes Brewery pour la Grande-Bretagne. En Australie, la distribution est assurée par Carlton & United Breweries.
La Harp vendue aux États-Unis est quant à elle brassée au Canada par Guinness Canada, généralement à la brasserie Moosehead, au Nouveau-Brunswick.

## Commercialisation
Pendant de nombreuses années, le slogan "Harp stays sharp" ("la Harp reste vive") a été utilisé dans les publicités des bières Harp. Il a été imaginé par le publicitaire Rod Allen. Récemment, c'est le slogan "Look on the Harp side" qui a été utilisé.